# Ли, Шамин
Шами́н Ли (англ. Charmin Lee; род. 25 декабря 1967, Денвер) — американская актриса.

## Биография
Шамин Ли родилась 25 декабря 1967 года в Денвере, США. Младшая в семье из 11 братьев и сестёр. После окончания средней школы, поступила в Университет штата Колорадо на факультет журналистики и коммуникаций.
После переезда в Калифорнию, Шамин вышла замуж и стала мачехой для 8-летней дочери мужа от первого брака, Навии. Через 6 лет она с супругом развелась. В 2009 году переехала в Атланту. В 2012 году была арестована полицией за кражу в магазине.

## Карьера
Шамин дебютировала на телевидении в 1989 года. С 1989 по 1995 год снималась под фамилией Талберт. Она наиболее известна по ролями в таких фильмах и телесериалах как: «Порт Чарльз» (1998—2003, роль Нэнси Нойманн), «Диагноз: Убийство» (1999—2001, роль детектива Шерил Бэнкса), «Подруги» (2000—2007, роль Джинетт Вуд), «Дневники вампира» (роль Глории, 2011) и «Маленький красный вагон» (роль миссис Гербер, 2012). За свою кинокарьеру Шамин сыграла более чем в 40 фильмах и телесериалах.
Помимо основной работы в кино Шамин ведёт курсы для начинающих актёров.

## Избранная фильмография
| Год       |   | Русское название                               | Оригинальное название                  | Роль                  |
| --------- | - | ---------------------------------------------- | -------------------------------------- | --------------------- |
| 1989      | ф | Родители                                       | Parenthood                             | медсестра в госпитале |
| 1994—1998 | с | Сестра, сестра                                 | Sister, Sister                         | Дарси / Беверли Симмс |
| 1996      | с | Космос: Далёкие уголки                         | Space: Above and Beyond                | полковник Шредер      |
| 1996      | с | Скорая помощь                                  | ER                                     | официантка            |
| 1998—2003 | с | Порт Чарльз                                    | Port Charles                           | Нэнси Нойманн         |
| 1999      | с | Беверли-Хиллз, 90210                           | Beverly Hills, 90210                   | медсестра Шиппер      |
| 1999      | с | Король Квинса                                  | The King of Queens                     | Робин Гиллиард        |
| 1999—2001 | с | Диагноз: Убийство                              | Diagnosis: Murder                      | детектив Шерил Бэнкс  |
| 2000      | с | Золотые крылья Пенсаколы                       | Pensacola: Wings of Gold               | майор Грейнджер       |
| 2000      | с | Справедливая Эми                               | Judging Amy                            | Кайнер                |
| 2000—2007 | с | Подруги                                        | Girlfriends                            | Джинетт Вуд           |
| 2003      | с | Женская бригада                                | The Division                           | Кэролайн, мать Рейны  |
| 2010      | с | До смерти красива                              | Drop Dead Diva                         | Эмма Брэтман          |
| 2011      | с | Дневники вампира                               | The Vampire Diaries                    | Глория                |
| 2012      | ф | Маленький красный вагон                        | Little Red Wagon                       | миссис Гербер         |
| 2014      | с | Дерзкие и красивые                             | The Bold and the Beautiful             | доктор Феллин         |
| 2015—2018 | с | Инспекторы                                     | The Inspectors                         | Джорджия Дарби        |
| 2015      | с | Силы                                           | Powers                                 | Патрис Легард         |
| 2015      | ф | Когда я держусь за ухо                         | When I Hold My Ears                    | агент ФБР Роджерс     |
| 2015      | ф | Элвин и бурундуки: Грандиозное бурундуключение | Alvin and the Chipmunks: The Road Chip | судья                 |
| 2016      | ф | 5-я волна                                      | The 5th Wave                           | миссис Паулсон        |
| 2016      | ф | Весь красный                                   | Red All Over                           | миссис Невилл         |
| 2016—2017 | с | Изгой                                          | Outcast                                | Роуз Гиллс            |